# Желька Цвиянович
Желька Цвиянович (серб. Жељка Цвіјановіћ, Željka Cvijanović; нар. 4 березня 1967, Теслич) — сербська політична діячка Боснії і Герцеговини. Голова та член Президії Боснії і Герцоговини (від сербів) з 16 листопада 2022 року. Президент Республіки Сербської у Боснії і Герцеговині з 19 листопада 2018 року до 15 листопада 2022 року; у 2013—2018 роках була прем'єр-міністром Республіки Сербської.

## Життєпис
Навчалася на філософському факультеті в університеті Сараєво, факультеті філософії і факультеті права в університеті Баня-Луки.
Є професором англійської мови і літератури та має магістерський ступінь з дипломатичного і консульського права.
До приходу у велику політику була вчителем англійської мови.
У попередньому уряді Александара Джомбича з 29 грудня 2010 року до 28 лютого 2013 року була міністром економічних зв'язків і регіонального розвитку.
Обрана прем'єр-міністром Республіки Сербської 12 березня 2013 року і стала першою жінкою на цій посаді, яку обіймала до 2018 року.
10 жовтня 2014 року брала участь у виборах президента Боснії і Герцеговини від сербів.
У квітні 2022 року разом із Милорадом Додиком потрапила під санкції Великої Британії, яка звинуватила їх у спробі підірвати легітимність Боснії та Герцеговини шляхом проведення політики, яка рівнозначна «фактичному відокремленню».
На виборах, що відбулись 2 жовтня 2022 року, обрана членом Президії Боснії і Герцеговини, 16 листопада склала присягу. Також обійняла посаду Голови Президії, ставши першою жінкою на цій посаді з часів Дейтонських угод.

## Особисте життя
Виховує двох дітей.

## Політичні погляди
Підтримує використання особливих ідентифікаційних карт для кожної з етнічних груп Боснії і Герцеговини.